# جدجا
جدجا (بالإنجليزية: Gidja)‏ أحد أسماء القمر في أساطير استراليا، وهو إله ذکر، كان هو الذي خلق أول امرأة.